# 呂特科芬-伊歇茨維爾

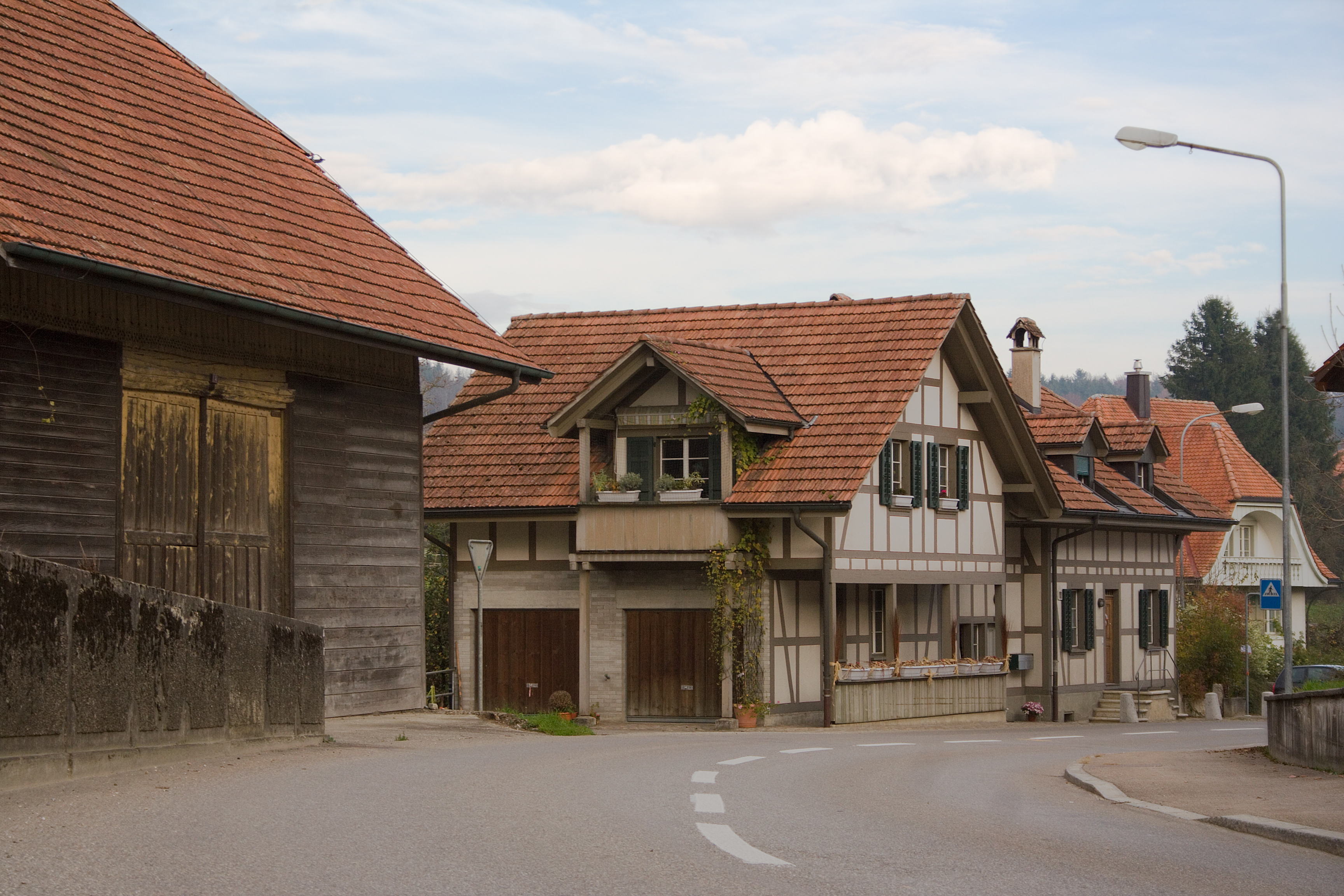

呂特科芬-伊歇茨維爾是瑞士的城鎮，位於該國北部，由索洛圖恩州負責管轄，面積4.42平方公里，海拔高度473米，2012年人口721，六成半人口信奉基督教，人口密度每平方公里163人。